# Familia Varona
La familia de Varona es una destacada familia noble española con raíces en Sevilla. Su influencia se extendió a Santo Domingo y posteriormente a Puerto Príncipe (hoy Camagüey), Cuba, durante la época colonial. La familia destacó en diversos ámbitos como la política, la literatura, la filosofía y las artes militares.

## Historia
La familia fue fundada por Francisco de Varona (13º señor de la Casa de Arroyo. Veedor de las Reales Armadas), natural de Sevilla, quien contrajo matrimonio con Urbana Saravia de Rueda (hija del licenciado Juan Saravia de Rueda, señor de la Casa de Loja en Quintana de Valdivielso). Ambos fundaron un mayorazgo el 29 de agosto de 1541. De ellos descienden los marqueses de Villaytre. 
En 1563, su hijo Francisco de Varona y Saravia se trasladó a Santo Domingo, donde ejerció como teniente general y auditor de marina. Posteriormente, se estableció en Puerto Príncipe, donde murió defendiendo la ciudad de un ataque pirata. Su hija, María de Varona, contrajo matrimonio con Esteban Miranda Argüelles y Manuel de Figueroa, bisnieto de Vasco Porcallo de Figueroa.
El nieto de Francisco, Francisco de Varona y Miranda, adoptó el apellido Varona para asegurar su continuidad. Al igual que su abuelo, murió defendiendo Puerto Príncipe, esta vez contra los bucaneros liderados por François de Granmont durante el ataque de 1679. 
El legado literario de la familia comenzó con Diego de Varona, quien escribió la famosa Historia de las invasiones piráticas, especialmente de las de Morgan en 1668, considerada una de las primeras obras literarias de Cuba.

## Miembros

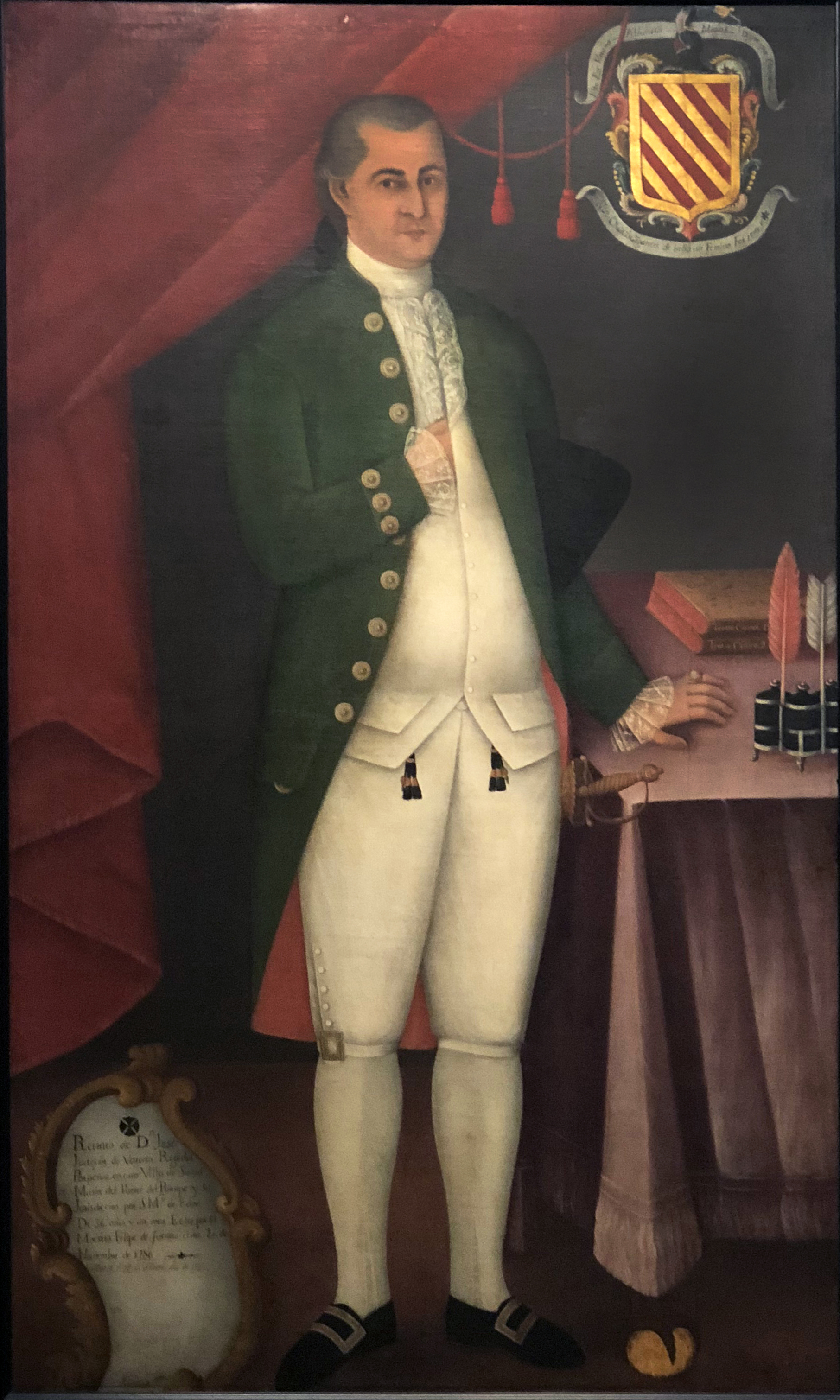
José Joaquín de Varona

- José Ciriaco de Varona y Cisneros, miembro de las Cortes de Cádiz en 1813 y sobrino del Marqués de Santa Lucía.
- José Joaquín de Varona, presidente de la Real Audiencia de Puerto Príncipe, creada tras la toma de Santo Domingo por los haitianos.
- Enrique José Varona, vicepresidente de Cuba y filósofo destacado.
- Francisco Varona González, mayor general del Ejército Mambí.
- José Marín Varona, compositor y pianista reconocido.
- Bernabé Varona, coronel del Ejército Mambí y abolicionista.
- Manuel Antonio de Varona, primer ministro de Cuba.
- Dora Varona, poeta.
- Cecilia Alegría Varona, periodista.